# 森千晴
森 千晴（もり ちはる、1999年10月7日 - ）は、セント・フォース所属のフリーアナウンサー。

## 来歴
東京都出身。雙葉小学校・中学校・高等学校を卒業。慶應義塾大学文学部教育学専攻卒業。
2019年ミス慶應コンテストに出場。同年秋、現事務所セント・フォースsproutに所属。
2021年3月放送TBS『炎の体育会TV』セント・フォース弓道部企画にてTVデビュー。
2021年3月より『グッド!モーニング』（テレビ朝日）に出演。スポーツ、エンタメ、ロケなどを担当。
2024年4月にはBS朝日『ネコいぬワイドショー』の企画で対面グッズ販売イベントに参加。売り上げは保護猫、保護犬団体に寄付された。

## 人物
- 中学・高校時代は管弦楽同好会に所属しており、担当楽器はチェロ。
- 大学では體育會弓術部（弓道部）所属、 東京都学生弓道連盟主催の平成31年度女子部新人戦で優勝した[5]。
- 2023年6月14日、神奈川県川崎警察署の1日警察署長を務めた[6]。
- 趣味はチェロ、弓道、オカリナ[7]。
- 特技はメイク、掃除[7]。
- 資格は実用英語技能検定準1級、普通自動車運転免許、弓道初段を所持[7]。

## 出演
- グッド!モーニング（2021年3月29日 - 、テレビ朝日） - 「朝いち!お天気」「グッド!スポーツ」「ことば検定」ほかコーナー担当
- ネコいぬワイドショー（2021年12月19日・2022年5月22日・10月13日 - 、BS朝日） - 司会
- B.R.Channel（2023年6月 - 、YouTube）
- ワールドスポーツCLIP! Supported by U-NEXT（2023年10月 - 2024年3月、BS11
- BSイレブン競馬中継サタデー〈地上波ではJRA競馬中継〉（2025年1月11日 - 、BS11）
  - うまナビ!イレブン（2025年1月11日 - 、BS11）

## 出版物
- 森 千晴　NEW SPRING スピ/サン グラビアフォトブック[8]
- トライエックス 森千晴 カレンダー[9][10]
- 写真集『こもれび』（2025年6月27日、ワニブックス）ISBN 978-4-8470-8608-3[11]

## その他
- 一日警察署長 立川警察署（2024年9月16日）[12]